# Fußballnationalmannschaft der Britischen Jungferninseln
Die Fußballnationalmannschaft der Britischen Jungferninseln ist die Fußballnationalmannschaft des britischen Überseegebietes der Britischen Jungferninseln und tritt in der CONCACAF-Zone an. Sie zählt zu den schwächsten Teams des Kontinentalverbandes CONCACAF. Bisher ist es der Mannschaft noch nicht gelungen, sich für den CONCACAF Gold Cup oder die Fußball-Weltmeisterschaft zu qualifizieren.

## Turniere

### Weltmeisterschaft
- 1930 bis 1998 – nicht teilgenommen
- 2002 – In ihrer ersten WM-Qualifikation, der Qualifikation zur WM 2002 in Japan und Südkorea, schied die Mannschaft schon in der ersten Runde der Karibikzone 2 mit 1:5 und 0:9 gegen die Mannschaft aus Bermuda aus.
- 2006 – In der Qualifikation zur WM 2006 in Deutschland schied die Mannschaft in der ersten Runde im März 2004 mit 0:1 und 0:9 gegen die Mannschaft aus St. Lucia aus.
- 2010 – Im Rahmen der Qualifikation zur Fußball-Weltmeisterschaft 2010 in Südafrika traf das Team in der ersten Runde der CONCACAF-Zone auf die Nationalmannschaft der Bahamas, die damals in der FIFA-Weltrangliste neun Plätze über den Britischen Jungferninseln stand. Nach zwei Unentschieden entschied die Auswärtstorregel zu Gunsten der Bahamas.
- 2014 – In der ersten CONCACAF-Vorrunde zur WM-Qualifikation für das Turnier in Brasilien 2014 scheiterte das Team nach zwei Niederlagen gegen die Nationalmannschaft der Amerikanischen Jungferninseln, welche damit ihre ersten Siege überhaupt verbuchen konnte.
- 2018 – In der Qualifikation zur WM 2018 in Russland schied die Mannschaft in der ersten Runde im März 2015 mit 2:3 und 0:0 gegen die Mannschaft aus Dominica aus.
- 2022 – In der Qualifikation zur WM 2022 in Katar traf die Mannschaft in der ersten Runde im März und Juni 2021 auf Curaçao, Guatemala, St. Vincent und die Grenadinen sowie auf Kuba. Mit vier Niederlagen schied die Mannschaft aus.
- 2026 – In der Qualifikation zur WM 2026 in Kanada, Mexiko und den USA traf die Mannschaft in der ersten Runde im März 2024 auf die Amerikanischen Jungferninseln. Nach zwei Remis musste das Elfmeterschießen entscheiden, das mit 4:2 gewonnen wurde. In der zweiten Runde im Juni 2024 und Juni 2025 waren Jamaika, Guatemala, die Dominikanische Republik und Dominica die Gegner. Da die vier Spiele verloren wurden, wurde als Gruppenletzter die dritte Runde verpasst.

### CONCACAF Gold Cup
- 1991 und 1993 – nicht qualifiziert
- 1996 – nicht teilgenommen
- 1998 bis 2005 – nicht qualifiziert
- 2007 – zurückgezogen
- 2009 bis 2025 – nicht qualifiziert

### Karibikmeisterschaft
- 1989 bis 1994 – nicht qualifiziert
- 1995 – Zurückgezogen
- 1996 – nicht teilgenommen
- 1997 bis 2005 – nicht qualifiziert
- 2007 – Zurückgezogen
- 2008 bis 2017 – nicht qualifiziert

## Trainer
- Gary White (1998–1999)
- Gregory Grant (1999–2000)
- William Moravek (2000–2001)
- Mitchell Patrick (2002)
- Michael Tulloch (2004)
- Ben Davies (2004)
- Mitchell Patrick (2008)
- Avondale Williams (2008–2016)
- Daniel Neville (2018–2019)
- John Reilly (2019–2021)
- Daniel Neville (2021)
- Chris Kiwomya (seit 2021)